# Viaducte del riu Ulla
El viaducte del riu Ulla és un viaducte sobre el riu Ulla situat a l'eix atlàntic d'alta velocitat, al municipi gallec de Vilagarcía de Arousa. És una obra de gelosia tipus mixta formada principalment per tres vans de 225 metres, 240 metres i 225 metres, fet que el fa un dels viaductes amb el va principal més gran del món. Aquesta obra ha rebut diversos premis pel seu procés constructiu garantint la mínima alteració de l'espai natural i per batre diversos records mundials.

## Introducció[calcitació]
El viaducte que es troba en el tram entre Vilagarcía de Arousa i Padrón, va ser concursat en convocatòria restringida d'idees, per consell de la Direcció General de Ferrocarrils, al trobar-se en una zona pròxima a l'estuari de la ria d'Arousa, un entorn natural d'extraordinària bellesa i sotmès a especials condicions mediambientals. El projecte constructiu va ser realitzat per IDEAM, la direcció d'obra va ser assumida per ADIF Alta Velocitat i per la Direcció General de Ferrocarrils – Ministeri de Foment, i per acabar, la constructora va ser l'UTE Dragados-TECSA. Els directors d'obra van ser Rubén A. Estévez (ADIF AV) i Marina Soler (Ineco), i paral·lelament, el cap d'obra va ser Imanol Güemes. L'obra va entrar en servei el 30 de març de 2015.

## Estructura[calcitació]
L'estructura en gelosia tipus mixta està formada per 3 vans centrals de 225 metres, 240 metres i 225 metres, la segueixen tres vans d'acompanyament de 120 metres a cada costat, i per acabar, a un costat hi ha un va de 80 metres i en l'altre costat un va de 80 metres i un de 50 metres. En el si del riu, només trobem disposades les piles dels vans centrals (3 piles), les altres 9 piles estan situades a les terrasses del mateix riu.

## Singularitats
A la majoria de ponts la unió taulell-pilar no és rígida, és a dir, el taulell no transmet moments flectors als pilars. Això és degut al fet que si les longituds dels vans són iguals ambdós costats del pilar, els moments al pilar estan compensats i el gir al pilar també és nul. En conseqüència, no és necessari encastar el taulell per controlar el git. A més a més, els pilars treballen exclusivament a axil a la major part del temps, quan no n'hi ha cargues descompensades. I és per això que, en el cas del viaducte d'Ulla on les longituds de va són diferents, a la zona central del viaducte els moments flectors als pilars no estan compensats. Per això, els pilars hauran d'absorbir la diferència de moments. Si els pilars fossin infinitament rígids, la diferència entre vans seria compensada completament pel pilar, però com que això no és possible, part del moment del va més llarg serà transmès al consecutiu, que és més curt.
Conseqüentment, part del moment flector dels vans de 225 m es transmet als de 120 m, i per això als pilars P-5 i P-9 l'amplada del va de 120 m és més gran, a diferència dels altres vans de 120 m, que han de suportar menys moment flector.
Així doncs, s'explica el perquè del encastament de la gelosia en els pilars entre els vans dispars.
Finalment, com que en els pilars P-5 i P-9 la diferència entre els vans és molt gran s'ha optat per una geometria de pilar diferent, que consisteix en dos murs paral·lels. La principal causa ha sigut el fet que els pilars hauran de suportar un moment flector major en relació al axil dels altres pilars. Per tant, s'ha optimitzat la geometria perquè aquesta permeti suportar majors moments flectors que la forma rectangular estàndard. Això s'ha aconseguit concentrant tota la massa als extrems, que a més a més de reduir la quantitat de formigó, s'ha aconseguit un efecte visual positiu amb relació a la gelosia.

## Rècords i premis
El viaducte del riu Ulla, actualment disposa del rècord mundial en la tipologia de gelosia mixta d'alta velocitat al superar el pont de Nantenbach sobre el riu Main, Alemanya, que ostentava el rècord des de la seva conclusió el 1993 amb 208 metres de llum.
El viaducte va rebre a mans de la “International Association for Bridge and Structural Engineering” (IABSE) el guardó “Outstanding Structure Award 2016”, en qualitat de finalista. Aquest guardó reconeix els projectes de ponts i estructures més destacats a nivell mundial i es la primera vegada que una estructura projectada i construïda a Espanya rep aquesta menció.
També va rebre el premi San Telmo 2015 (en la seva novena edició), del Col·legi d'Enginyers de Camins, Canals i Ports de Galicia, que distingeix les millors obres d'enginyeria construïdes cada any en la Comunitat Autònoma de Galicia, sobre la base de la seva qualitat tècnica, a la seva construcció i al seu efecte a la societat gallega.